# Taxi Skåne
Taxi Skåne AB är en beställningscentral för taxi i sydvästra Skåne med Lund som huvudort. Bolaget startades 1 januari 1998 när Taxi Lund AB och City Cab i Malmö AB gick ihop och bildade ett gemensamt bolag.
2005 köptes bolaget av Fågelviksgruppen AB, nuvarande Cabonline Group.
2014 bildade Taxi Skåne AB tillsammans med TaxiKurir i Malmö AB och Taxi Helsingborg AB ett gemensamt bolag, Taxicenter Syd, för att samordna bolagens administration och beställningscentraler.
Numera (2015) har Taxi Skåne AB ca 100 transportörer som totalt äger runt 160 bilar. Bolaget är idag (2023) verksamt i  Malmö kommun och Lunds kommun.